# Hexatoma diana
Hexatoma diana är en tvåvingeart som först beskrevs av Pierre Justin Marie Macquart 1834.
Hexatoma diana ingår i släktet Hexatoma och familjen småharkrankar. Inga underarter finns listade i Catalogue of Life.